# Музей Суворова (Очаков)
Очаковский военно-исторический музей имени А. В. Суворова — музей в городе Очаков Николаевской области, филиал Николаевского областного краеведческого музея. Основан в 8 июля 1957 года, причем часть экспонатов поступила из Санкт-Петербургского музея А. В. Суворова.
Первоначально размещался в здании Никольской церкви, откуда в 2000 году переехал в здание бывшего райкома партии. Украшением музея была диорама «Штурм Очакова», выполненная  художником-баталистом академиком АХ СССР М. И. Самсоновом а также живописные фризы «осада Очакова» и «Битва при Кинбурне». В настоящее время диорама и фризы находятся в запасниках, так как пространства для их размещения нет.
Около музея установлены бюсты русских полководцев и казачьего деятеля Антона Головатого. Также, в Очакове имеется старинный памятник Суворову в полный рост (1907 года постройки, скульптор Б. В. Эдуардс).

## Галерея

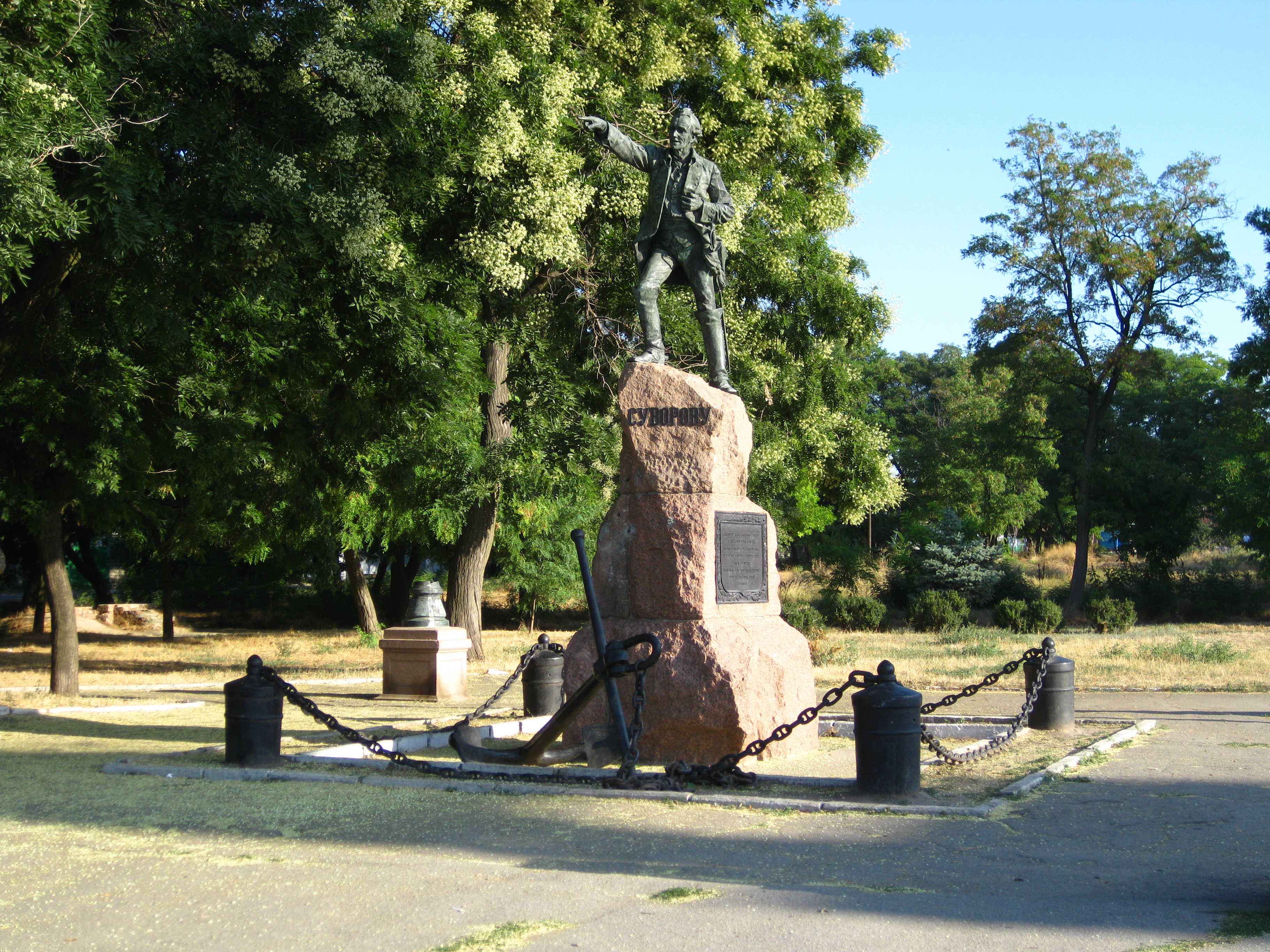
Дореволюционный памятник.
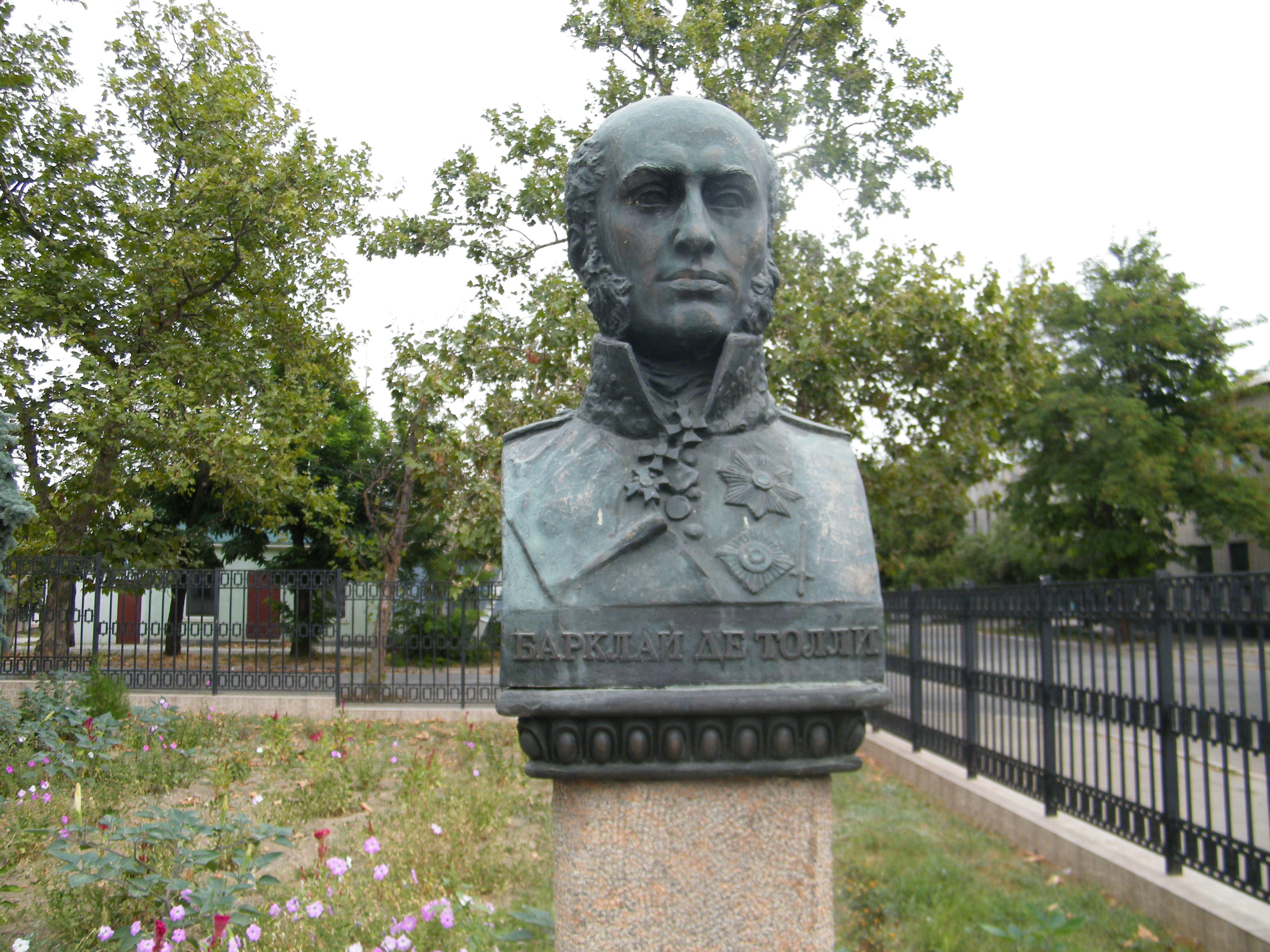
Бюст М. Б. Барклая-де-Толли
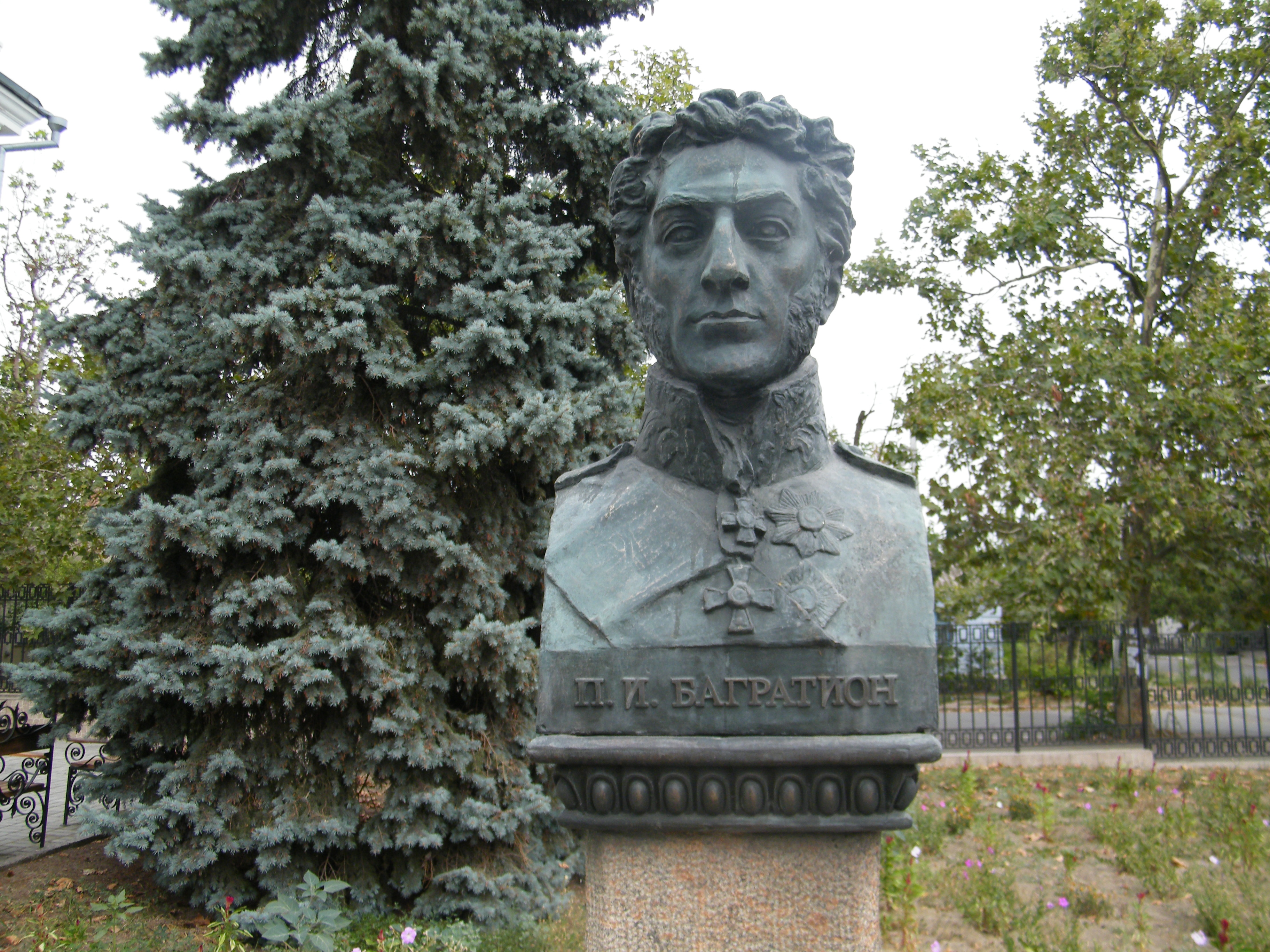
Бюст П. И. Багратиона
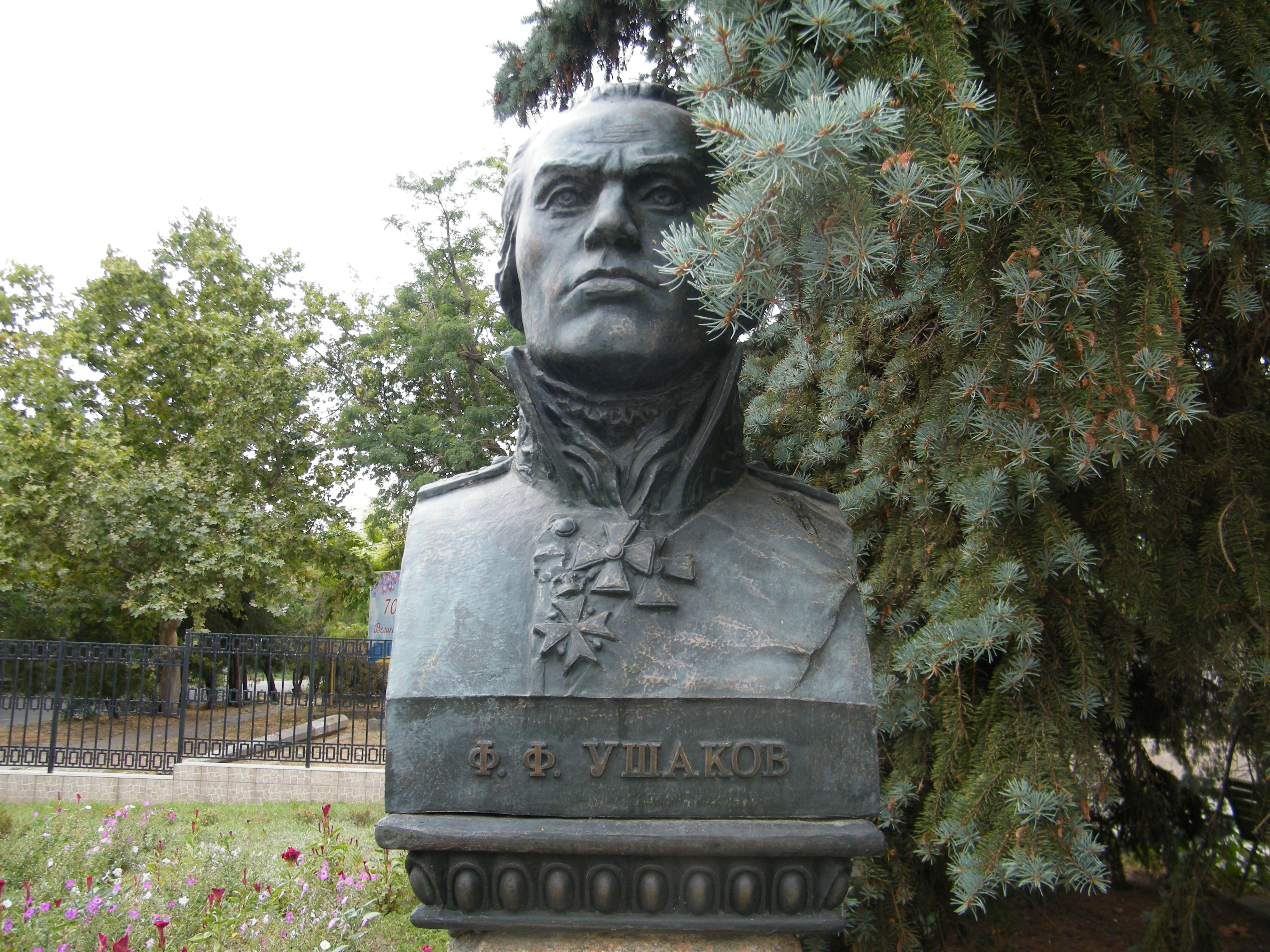
Бюст Ф. Ф. Ушакова
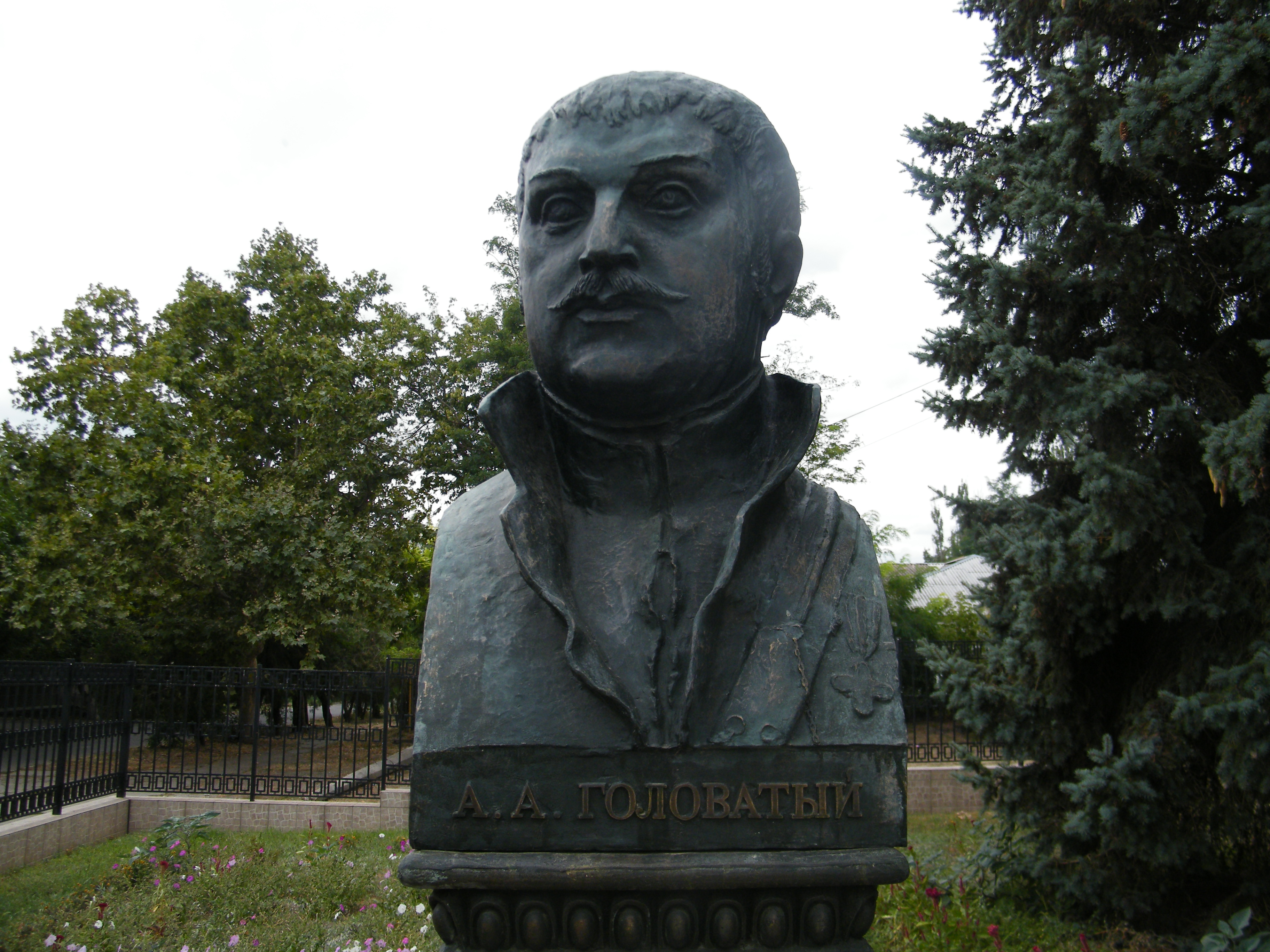
Бюст А. А. Головатого
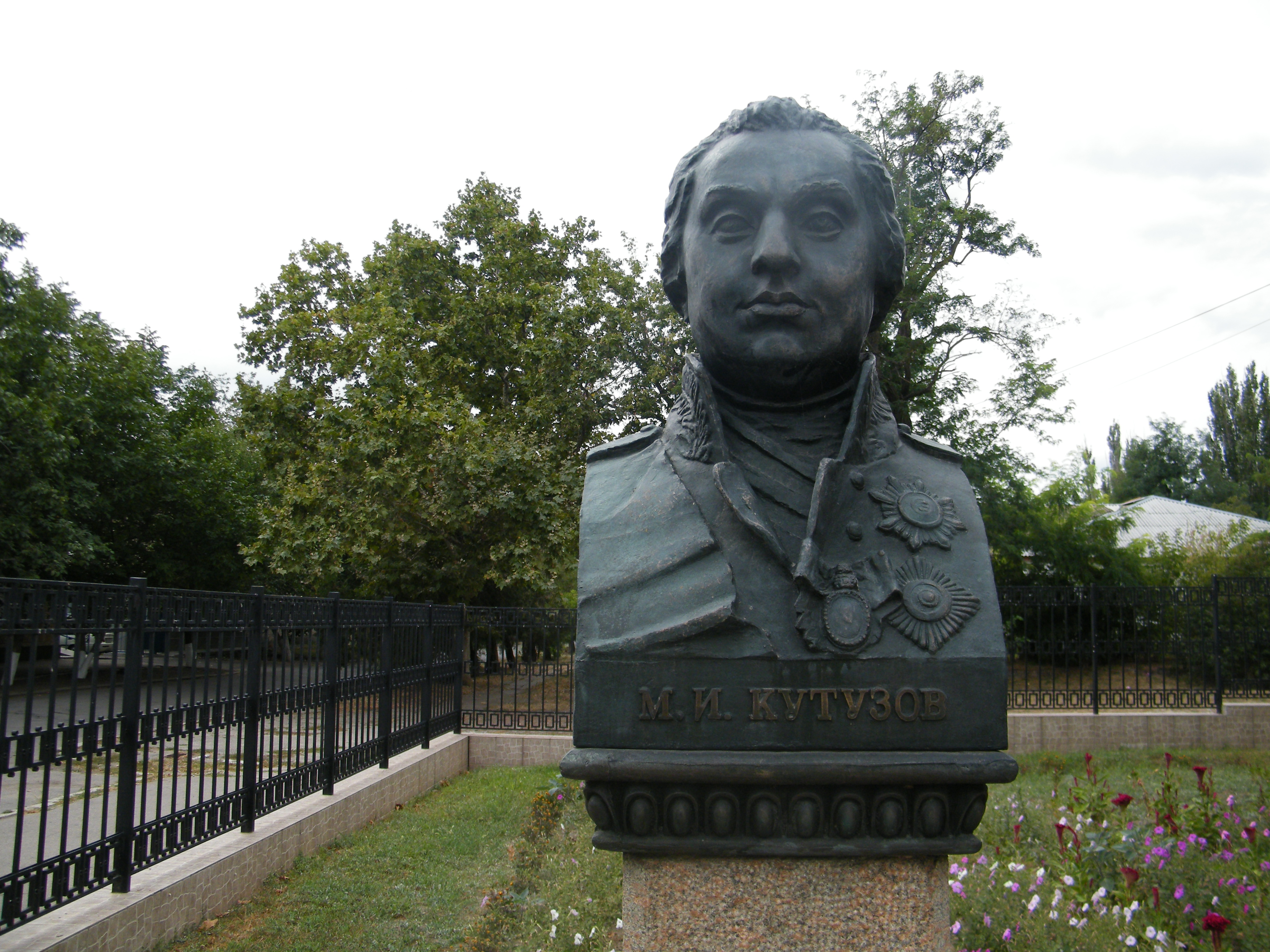
Бюст М. И. Кутузова